# Colonia Talamante
Colonia Talamante o solo Talamante, es una ranchería del municipio de Etchojoa ubicada en el sur del estado mexicano de Sonora, en la zona del valle del Mayo. Según los datos del Censo de Población y Vivienda realizado en 2020 por el Instituto Nacional de Estadística y Geografía (INEGI), Colonia Talamante tiene un total de 432 habitantes. Se encuentra sobre la carrera que conecta al pueblo de Bacobampo con la carretera estatal 362, en el tramo 5 de Junio-Las Playitas.

## Geografía
Colonia Talamante se sitúa en las coordenadas geográficas 26°59'2" de latitud norte y 109°35'26" de longitud oeste del meridiano de Greenwich, a una elevación de 19 metros sobre el nivel del mar.